# Pryskyřník omějolistý
Pryskyřník omějolistý (Ranunculus aconitifolius) je vytrvalá bylina z rodu pryskyřník. Je jedním ze dvou našich pryskyřníků, které kvetou bílými květy, což je dobře odlišuje od většiny ostatních rostlin tohoto rodu – pro které je typická žlutá barva květů.

## Vzhled
Lodyha je přímá, 40–70 cm vysoká, větvená. Přízemní listy jsou dlouze řapíkaté a dlanitě 3–6dílné, lodyžní listy krátce řapíkaté až přisedlé a jen 3dílné. Květy jsou bílé nebo lehce narůžovělé. Plodem je nažka (3,5–4 mm velká). Od podobného, rovněž bíle kvetoucího druhu, pryskyřníku platanolistého, jej odlišují chlupaté květní stopky a přitiskle chlupaté vnější strany kalichu (p. platanolistý je má lysé).

## Rozšíření
Roste v Evropě od Pyrenejského poloostrova po Šumavu, jižně až po střední Itálii. V ČR pouze na Šumavě a v Novohradských horách. Typickým stanovištěm jsou náhorní pastviny a údolí horských potoků.